# Kultsár István
Kultsár István (Komárom, 1760. szeptember 16. – Pest, 1828. március 28.) író, szerkesztő, kiadó és színigazgató.

## Élete
Nemesi származású iparoscsaládból származott. Apja jómódú csizmadia. 1770-1778 között Komáromban végezte iskoláit, később bencés papnövendék lett. 1780–81-ben Pannonhalmán bölcseletet, 1782-ben Pozsonyban teológiát tanult. A rend feloszlatásakor 1786-ban elhagyta a papi pályát és tanár lett a komáromi (1788–1789), a szombathelyi (1789–96), majd az esztergomi (1796–1799) gimnáziumban. Szombathelyen 1794-ben kiadta Mikes Kelemen addig ismeretlen leveleskönyvét (Törökországi levelek). 1799-ben lemondott tanári állásáról és hat évig gróf Festetics György László fia mellett, majd a gróf Viczay családnál volt nevelő. 1802-ben a jénai mineralógiai társaság tagja lett. 1806-ban Pestre költözött.
A magyar irodalmi élet és színészet lelkes szervezője volt. Megindította és haláláig szerkesztette a pesti Hazai Tudósításokat (1808-tól Hazai és Külföldi Tudósítások), amellyel a magyar nyelv, irodalom, művelődés és színészet ügyét szolgálta. Halála után özvegye vette át az újságot, és 1848-ig Nemzeti Ujság néven élt a lap. Munkáját eleinte maga Kazinczy buzdította, és írt a lapjába is. 1813-tól 1815-ig a pesti magyar színtársulat igazgatója és támogatója. 
1817-ben elindította a Hasznos Mulatságok című melléklapot. Pesti háza a korabeli írók találkozóhelye, az irodalmi élet fontos központja volt. Számos író munkáját saját költségén jelentette meg. Ismertette a róla elnevezett kódexet. Négyezer kötetes értékes könyvtárát 1827-ben Komáromnak ajándékozta, és kezelésére alapítványt tett. 1827–1828-ban részt vett az MTA alapszabályait kidolgozó bizottság munkájában.
A Belvárosi plébániatemplom sírboltjában nyugszik, ahol fehér márványból Ferenczy István által készített emlékkő állít neki emléket. Folyóiratai kiadását felesége folytatta.

## Emléke
- Kultsár István Könyvtár, Komárom
- K-EMÖ Kultsár István Szakközépiskolája és Szakiskolája
- Komárom Város Kultsár István Ügyviteli-Gazdasági Szakközépiskola
- Kultsár István Társadalomtudományi és Kiadói Alapítvány

## Művei
- Bajnoknék levelei Ovidiusból. Komárom, 1789
- B. Laudonnak nándorfejérvári győzelme. Szombathely, 1790
- Törökországi levelek, melyekben a II. Rákóczi Ferencz fejedelemmel bujdosó magyarok történetei más egyéb emlékezetes dolgokkal együtt barátságosan eléadatnak (Mikes Kelemen). Szombathely, 1794
- Főtiszt. Práy György Magyarország történetírójának emlékezete. Pest, 1801
- Hiradás Gebhardi Lajosnak Magyarország Historiájáról. Pest, 1802
- Krónika : a Mohátsi veszedelemtől a bétsi békülésig Magyar Országban, Erdélyben, Havasalföldon és Moldovában történt dolgokról. Pest, 1805.
- Hiradás a Hazai Tudósítások eránt. Pest, 1806
- Hazafiúi javallás magyar nemzeti theátrom építéséről, mely egyszersmind a fejedelmi szövetség győzelmének és a három felség Pesten létének emlékeztető jele legyen. Pest, 1814
- Buzdítás a nemzeti theátrom felépítésére. Pest, 1815 Online
- Tudósítások és Hasznos mulatságok. Válogatás a Hazai és külföldi tudósítások, valamint a Hasznos mulatságok cikkeiből; vál., sajtó alá rend., bev., jegyz. Buda Attila és Hidvégi Violetta; Kriterion, Kolozsvár, 2010 (Téka)